# Bahnhof Herford
Bahnhof Herford vasútállomás Németországban, Herford városban. A német vasútállomás-kategóriák közül a második csoportba tartozik.

## Vasútvonalak
Az állomást az alábbi vasútvonalak érintik:
- Hamm–Minden nagysebességű vasútvonal
- Herford–Kirchlengern
- Herford–Himmighausen-vasútvonal

## Forgalom

### Távolsági
| Járat                                  | Útvonal                                                                                      | Gyakoriság                       |
| -------------------------------------- | -------------------------------------------------------------------------------------------- | -------------------------------- |
| IC 32                                  | Berlin Südkreuz – Hannover – Herford – Bielefeld – Dortmund – Duisburg – Köln                | 120 percenként (péntek/vasárnap) |
| IC 55                                  | Dresden – Leipzig – Magdeburg – Hannover – Herford – Bielefeld – Dortmund – Wuppertal – Köln | 120 percenként                   |
| Lásd még: Liste der Intercity-Bahnhöfe |                                                                                              |                                  |

## Kapcsolódó állomások
A vasútállomáshoz az alábbi állomások vannak a legközelebb:
- Bahnhof Hiddenhausen-Schweicheln (Bahnhof Löhne, Hengelo vasútállomás, Hamm–Minden nagysebességű vasútvonal, Herford–Kirchlengern, RB 61)
- Bad Salzuflen railway station (Lage (Lippe) railway station, Herford–Himmighausen-vasútvonal)
- Brake bei Bielefeld station (Bielefeld Hauptbahnhof, Hamm–Minden nagysebességű vasútvonal, RB 61)
- Bahnhof Hiddenhausen-Schweicheln (Kirchlengern station, Herford–Kirchlengern)
- Bahnhof Löhne (Hildesheim Hauptbahnhof, Braunschweig Hauptbahnhof, Hamm–Minden nagysebességű vasútvonal, Weser-Bahn, Weser-Leine-Express)
- Bielefeld Hauptbahnhof (Rheda-Wiedenbrück station, Hamm–Minden nagysebességű vasútvonal, Porta-Express)
- Bielefeld Hauptbahnhof (Bielefeld Hauptbahnhof, Hamm–Minden nagysebességű vasútvonal, Weser-Leine-Express)